# Diffembach-lès-Hellimer
Diffembach-lès-Hellimer (fràncic lorenès Difebach-Hellmer) és un municipi francès situat al departament del Mosel·la i a la regió del Gran Est. L'any 2007 tenia 359 habitants.

## Demografia

### Població
El 2007 la població de fet de Diffembach-lès-Hellimer era de 359 persones. Hi havia 134 famílies, de les quals 24 eren unipersonals (16 homes vivint sols i 8 dones vivint soles), 45 parelles sense fills, 57 parelles amb fills i 8 famílies monoparentals amb fills.
La població ha evolucionat segons el següent gràfic:
Habitants censats

### Habitatges
El 2007 hi havia 140 habitatges, 135 eren l'habitatge principal de la família, 1 era una segona residència i 4 estaven desocupats. 124 eren cases i 13 eren apartaments. Dels 135 habitatges principals, 111 estaven ocupats pels seus propietaris, 15 estaven llogats i ocupats pels llogaters i 8 estaven cedits a títol gratuït; 1 tenia una cambra, 3 en tenien dues, 7 en tenien tres, 26 en tenien quatre i 97 en tenien cinc o més. 125 habitatges disposaven pel capbaix d'una plaça de pàrquing. A 58 habitatges hi havia un automòbil i a 67 n'hi havia dos o més.

### Piràmide de població
La piràmide de població per edats i sexe el 2009 era:
| Homes | Edats   | Dones |
| ----- | ------- | ----- |
| 0     | 95 o +  | 4     |
| 0     | 90 a 94 | 0     |
| 4     | 85 a 89 | 0     |
| 0     | 80 a 84 | 4     |
| 0     | 75 a 79 | 8     |
| 8     | 70 a 74 | 0     |
| 8     | 65 a 69 | 8     |
| 8     | 60 a 64 | 4     |
| 8     | 55 a 59 | 8     |
| 12    | 50 a 54 | 8     |
| 16    | 45 a 49 | 12    |
| 8     | 40 a 44 | 16    |
| 12    | 35 a 39 | 12    |
| 28    | 30 a 34 | 12    |
| 8     | 25 a 29 | 8     |
| 12    | 20 a 24 | 16    |
| 0     | 15 a 19 | 4     |
| 8     | 10 a 14 | 0     |
| 4     | 5 a 9   | 12    |
| 12    | 0 a 4   | 16    |

## Economia
El 2007 la població en edat de treballar era de 237 persones, 158 eren actives i 79 eren inactives. De les 158 persones actives 147 estaven ocupades (86 homes i 61 dones) i 11 estaven aturades (7 homes i 4 dones). De les 79 persones inactives 22 estaven jubilades, 18 estaven estudiant i 39 estaven classificades com a «altres inactius».

### Ingressos
El 2009 a Diffembach-lès-Hellimer hi havia 137 unitats fiscals que integraven 357 persones, la mediana anual d'ingressos fiscals per persona era de 17.318 €.

### Activitats econòmiques
Dels 3 establiments que hi havia el 2007, 1 era d'una empresa de construcció i 2 d'empreses de comerç i reparació d'automòbils.
L'únic servei als particulars que hi havia el 2009 era un taller de reparació d'automòbils i de material agrícola.
L'any 2000 a Diffembach-lès-Hellimer hi havia 12 explotacions agrícoles que ocupaven un total de 336 hectàrees.

## Equipaments sanitaris i escolars
El 2009 hi havia una escola maternal integrada dins d'un grup escolar amb les comunes properes formant una escola dispersa.

## Poblacions més properes
El següent diagrama mostra les poblacions més properes.